# Song of the Bandits
Song of the Bandits (도적: 칼의 소리?, Dojeok: Kar-ui soriLR; lett. "Ladro: Il suono della spada") è una serie televisiva sudcoreana distribuita da Netflix il 22 settembre 2023.

## Trama
Dopo lo scioglimento dell'esercito e della polizia coreani e le repressioni successive al Trattato Giappone-Corea del 1905, molti abitanti della Corea Joseon hanno attraversato il fiume Tumen e sono fuggiti a Gando in Cina, alcuni per rifarsi una vita, altri per unirsi agli eserciti della giustizia e combattere per l'indipendenza della Corea. La serie segue gli eventi che hanno preceduto il massacro di Gando dell'ottobre 1920, in cui almeno cinquemila coreani vennero uccisi dall'esercito imperiale giapponese.

## Personaggi e interpreti
- Lee Yoon, interpretato da Kim Nam-gil
- Nam Hee-shin, interpretata da Seohyun
- Choi Chung-soon, interpretato da Yoo Jae-myung
- Lee Gwang-il, interpretato da Lee Hyun-wook
- Eon Nyeon, interpretata da Lee Ho-jung